# Happy Hooligan

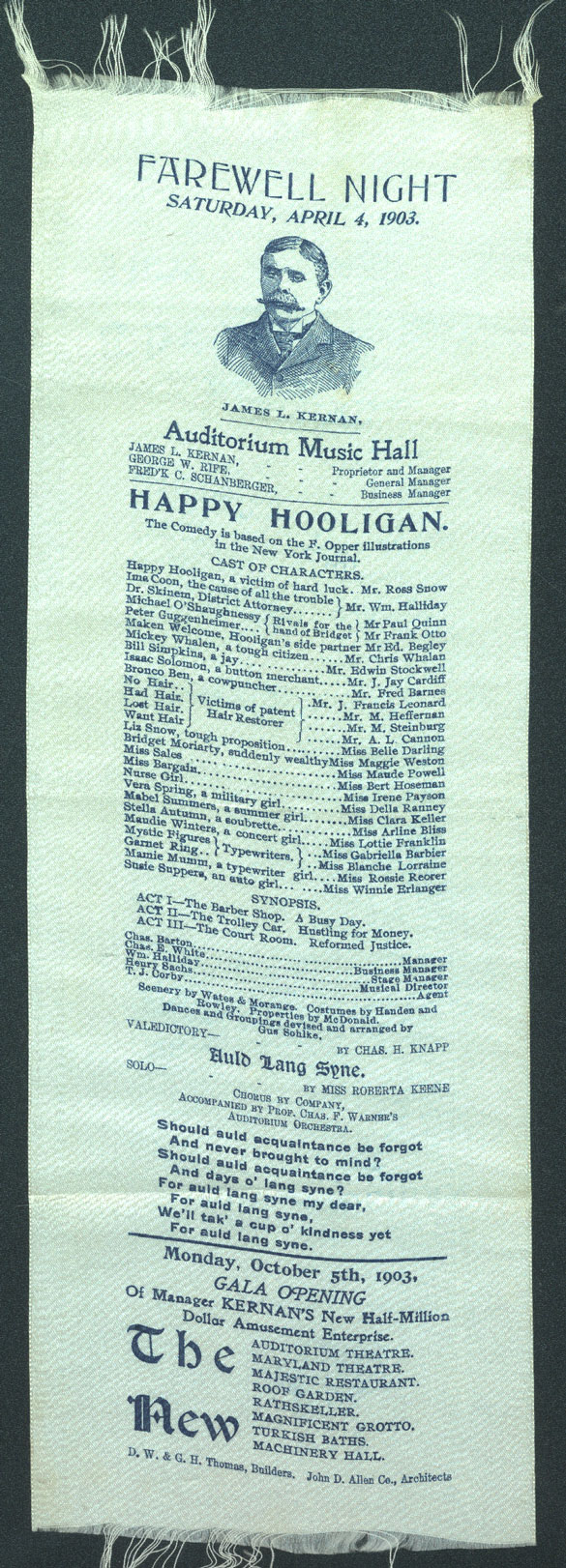
Un "nastro pubblicitario" per un'opera teatrale basata sulla striscia di Happy Hooligan del 4 aprile 1903

The doings of Happy Hooligan, conosciuto anche come Happy Hooligan, (in Italia noto come Fortunello o Fortunino) è una serie a fumetti a tavole domenicali e a strisce giornaliere realizzate da Frederick Burr Opper e pubblicate dal 1900 al 1932 negli Stati Uniti d'America sui giornali di William Randolph Hearst, divenendo una delle più popolari distribuita dalla King Features Syndicate. Fu una delle prime serie a usare i balloon o nuvolette. Il protagonista della serie fu il primo personaggio dei fumetti in assoluto a divenire protagonista di film cinematografici quando la serie venne adattata da J. Stuart Blackton che diresse alcuni cortometraggi dal 1900 al 1903.
Il successo arrivò presto tanto da portare alla produzione anche di numerosi spettacoli teatrali messi in scena nel primo decennio del secolo oltre a una serie di cartoni animati prodotta dal 1916 al 1921, una canzone del 1902 e alcuni libri. Si ritiene che il personaggio principale della serie abbia ispirato Charlie Chaplin per l'ideazione del personaggio di Charlot. In Italia Ettore Petrolini ne fece nel 1915 una trasposizione teatrale, Fortunello, riscuotendo l'approvazione tra gli esponenti del movimento futurista come Marinetti; la macchietta fu più tardi interpretata da Petrolini anche nel film Nerone di Alessandro Blasetti (1930).

## Storia editoriale
La serie esordì con una tavola domenicale l'11 marzo 1900 e venne pubblicato negli Stati Uniti fino al 14 agosto del 1932 in una serie di tavole settimanali pubblicate dal New York Journal e altri quotidiani leghati alla King Features Syndicate. Nei primi anni venti Opper ne realizzò anche una versione a strisce giornaliere che si interruppe nell'agosto 1932, con il ritiro del suo autore dall'attività.
In Italia fu pubblicato per la prima volta dal Corriere dei piccoli nel 1910 che lo rinominò Fortunello; inoltre tra il 1920 e il 1923 l'editore Nerbini pubblica Il giornale di Fortunello, con il personaggio di Opper che sorride dalla testata ridisegnato da Giove Toppi ma senza pubblicarne le storie. Quando la produzione originale di Opper è già terminata nel 1932, il personaggio riappare su Jumbo con il nome di Fortunino.
Nei primi anni sessanta il personaggio comparve nella serie a fumetti Sam's Strip dove era consuetudine impiegare personaggi di altre serie a fumetti; Hooligan apparve così frequentemente da poter essere considerato un membro fisso della striscia.

## Trama
Il personaggio è un ingenuo vagabondo irlandese con in testa una lattina vuota inizialmente tracagnotto e grassottello e in seguito alto e magro indossa un vestito ricavato da scampoli di stoffe diverse è spesso vittima di ingiustizie e sembra perseguitato dalla sfortuna ma questo non gli fa perdere il suo naturale ottimismo. Come comprimari ci sono tre personaggi vestiti come lui, in italiano chiamati "Fortunellini", il fratello Gloomy Gus, molto più fortunato di lui, due francesi, Alphonse e Gaston, il primo molto alto e il secondo molto basso ed entrambi gentili in maniera esagerata, la rissosa mula Maud (Checca), Léon e Ciccio. Dal 1909 è protagonista di storie comico-avventurose intorno al mondo.

## Altri media
Cinema
Tra il 1900 e il 1903 vennero prodotte una dozzina di cortometraggi diretti da J. Stuart Blackton e prodotti dalla Edison Manufacturing Company.
- Happy Hooligan (1900)
- Hooligan Assists the Magician (1900)
- Happy Hooligan Surprised (1901)
- Happy Hooligan April-Fooled (1901)
- Happy Hooligan Has Troubles with the Cook(1901)
- The Twentieth Century Tramp; or, Happy Hooligan and His Airship (1902)
- Happy Hooligan Turns Burglar (1902)
- Happy Hooligan, Nothing But Fun (1902)
- Happy Hooligan Interferes (1903)
- Happy Hooligan in a Trap (1903)
- Happy Hooligan Earns His Dinner (1903)
- Happy Hooligan's Interrupted Lunch (1903)

Sono stati prodotti anche una serie di cortometraggi animati di diverse decine di episodi, che sono stati prodotti da almeno tre diversi studi tra 1916 e il 1921.
Teatro
Ettore Petrolini nel 1915 diede una propria interpretazione del personaggio nei teatri in Italia creando una macchietta nella rivista Zero meno zero di Luciano Folgore che suscitò l'entusiasmo del pubblico e dei futuristi, e rimarrà una delle più famose del popolare attore e autore italiano.